# 版主
板主或寫作版主（版主雖是通用字，實質上為積非成是的結果），中國大陸网民偶尔取其諧音稱作“斑竹”，是指在一个電子佈告欄系統或网络论坛中管理维护一个或多个看板的管理者。
在不同的BBS站台中，板主有不同的職責與職權，但大體上包含協調版面以達致良好友好的討論氣氛、編輯管理精華區、代為張貼站台公告、刪除站規內定為不適當的文章或封禁惡意網友發文等管理工作，另外板主可參與板主之間站務的管理等。
當同一看板中有多名板主時，可能會有首席板主和副板主之職稱來區分主要及協助之腳色。

## 升遷制度
在管理較嚴格的BBS站，站務會對各板板主實行管理與升遷制度，站友如希望升為板主，通常需經一位或數位現任板主或站務與若干名站友推舉等程序，再經站務授權始能擁有板主之權利；另一方面，如板主疏於管理，或犯上一般性錯誤（如區段刪除灌水貼文，誤刪，參與灌水、罵戰等），或有站友共同對板主提出管理不善之彈劾，一經站務委員會議討論事情後，板主可被取消資格而重新成為站友身份，被彈劾者往後一定時間內不能參與板主推舉。